# Grécoman
Le mot Grecoman (grec : Γραικομάνοι, Grekománoi, bulgare : Гъркомани, Garkomani, macédonien : Гркомани, Grkomani, roumain : Grecomani, albanais : Grekomanë, aroumain : Gricumanji) est un terme péjoratif utilisé en Bulgarie, en Macédoine, en Roumanie et en Albanie pour désigner les Grecs de langues slaves (bulgare, macédonien et serbe), arvanite (albanais) ou aroumaine (roumain). Le terme signifiant généralement "faire semblant d'être un grec", et impliquant une origine non-grecque est considéré comme très offensant pour le peuple grec. Ainsi, les Grécomans sont ethniquement considérés comme grecs en Grèce, mais comme des minorités hellénisées dans les pays voisins.